# Битва при Сент-Джонсе
Битва при Сент-Джонсе (англ. Battle of St. John's) — битва, по итогу которой 1 января 1709 года французы захватили Сент-Джонс, столицу британской колонии Ньюфаундленд во время войны Королевы Анны. Смешанная и разношерстная группа из 164 человек во главе с Жозефом де Монбетоном де Бруйяном де Сен-Овиде и лейтенантом Филиппом Пастуром де Костебелем губернатором Пласентии, быстро разбила британский гарнизон в Сент-Джонсе и захватила около 500 пленных.

## Предыстория
Остров Ньюфаундленд был спорной территорией между Британией и Францией ещё до войны королевы Анны. Французские набеги во время Войны короля Вильгельма в 1690-х почти полностью разрушили английские поселения, в том числе порт Сент-Джонс. Англичане отстроились и заняли позиции на восточной части полуострова Авалон, в то время как французы заняли западную часть со столицей в Пласентии.
В 1702 году английский капитан Джон Лик в ходе Ньюфаундлендской экспедиции совершил набег на несколько французских поселений в Ньюфаундленде, но не атаковал Пласентию из-за присутствия французских военных кораблей в гавани. Зимой 1704—1705 годов губернатор Пласентии Даниэль д’Ожер де Суберкейс, осадил и почти полностью разрушил Сент-Джонс, но не взял форт Уильям. В следующем году французы и микмаки продолжали набеги на английские поселения. Британия отправила на Ньюфаундленд свои военно-морские силы, которые разрушили французские поселения, кроме Пласентии, которую посчитали слишком хорошо укреплённой.
Филиппу Пастуру де Костебелю, сменившему Суберкейса на посту губернатора Пласентии, была предоставлена возможность ещё раз напасть на Сент-Джонс, когда несколько французских кораблей, включая фрегат Venus и каперов из Вест-Индии, остановились в Плезансе в конце 1708 года. Он послал лейтенанта Жозефа де Монбетона де Бруйяна де Сент-Овидия набрать группу людей для штурма Сент-Джонса с суши, который будет поддержан капитаном Венуса Луи Дени де ла Рондом. Сент-Овиде набрал 164 человека из экипажей различных кораблей, местных поселенцев и микмаков и отправился в Сент-Джонс 14 декабря 1708 года.
Майор Томас Ллойд вернулся к командованию Сент-Джонсом зимой 1705—1706 после того, как был снят с поста Джоном Муди, руководившим защитой форта во время осады 1705 года. Ллойд занимал эту должность с 1696 и был известен колонистам как жестокий и темпераментный человек, и это поспособствовало его отстранению в 1704. По возвращении в Лондон он снял с себя различные обвинения и был восстановлен в должности, несмотря на успешную защиту Муди в 1705 году. С 1705 по 1708 год он управлял колонией без значительных инцидентов и участвовал в экспедиции 1707 года против французских рыбацких поселений. Он организовал милиционные роты и построил новые укрепления, достаточно крупные, чтобы вместить большую часть населения. В 1708 году он убедил большинство людей провести зиму внутри укреплений из-за продолжающихся набегов французов и индейцев.

## Битва
Сент-Овиде возглавил атаку на неподготовленный британский гарнизон рано утром 1 января 1709 года. Форт-Уильям находился под командованием майора Ллойда при поддержке лейтенантов Тимоти Гулли и Томоаса Филлипса, также там присутствовал хирург Уильям Чалмерс. Начав атаку на Форт-Уильям, более старый из двух фортов, в 4-5 утра, оснащенные лестницами атакующие силы были обнаружены и поднялась тревога. Ллойд поднялся с постели по тревоге, но форт был быстро взят. 160 бойцов французских, канадских и индейских войск захватили в плен около 85 охранявших форт человек и заняли его. Порт, соединяющий старый и новый форты, был заблокирован, и 440 защитников в новом форте не смогли помочь в обороне другого. После недолгого сопротивления Джордж Вейн, возглавлявший оборону нового форта, сдался. Стрелок Уильям У’Ансон из Форт-Уильяма сообщил о многочисленных неудачах английских войск, включая плохой доступ к пороху для их мушкетов, а также многочисленные случаи трусости и равнодушия. По его словам, весь бой длился около трех минут, а Южный замок был взят через два дня.

## Последствия
В апреле Костебель, не имея достаточного снабжения для содержания Сент-Джонса, разрушил укрепления города и покинул его. Позже он был вновь взят британцами. После окончания войны и передачи Францией контроля над Ньюфаундлендом Британии по Утрехтскому миру большинство французских колониальных аванпостов остались заброшенными, а французские поселенцы были переселены в Иль-Рояль, ныне известный как Кейп-Бретон.
Сент-Овиде был награждён Орденом Святого Людовика и в 1718 стал губернатором Иль-Рояля.
Форт Сент-Джонс является национальным историческим памятником Канады, хотя со времён битвы он перестраивался.